# Deborah Kerr
Pour les articles homonymes, voir Kerr.
Deborah Trimmer, dite Deborah Kerr [ˈdɛb(ə)ɹə kɑr], est une actrice britannique, née le 30 septembre 1921 à Hillhead (Écosse) et morte le 16 octobre 2007 à Botesdale (Suffolk).
D'abord formée à la danse classique, Deborah Kerr se tourne rapidement vers la comédie, jouant au théâtre à partir de 1937 puis sur grand écran dès le début des années 1940. Révélée par le réalisateur Michael Powell dans ses films Colonel Blimp (1943) et Le Narcisse noir (1947), elle est repérée par les studios hollywoodiens et la font tourner aux États-Unis. Considérée comme l'une des plus grandes actrices hollywoodiennes des années 1950 et nommée six fois à l'Oscar de la meilleure actrice, elle est un exemple marquant d'artiste européenne ayant fait carrière aux États-Unis.
En 1994, après avoir reçu des prix honorifiques du Festival de Cannes et de la BAFTA, Kerr a reçu un Oscar d'honneur pour « une artiste d'une grâce et d'une beauté irréprochables, une actrice dévouée dont la carrière cinématographique a toujours été synonyme de perfection, de discipline et d'élégance ». Également femme de théâtre, Deborah Kerr est nommée en 1998 commandeur de l'ordre de l'Empire britannique (CBE) par la reine Élisabeth II.

## Biographie

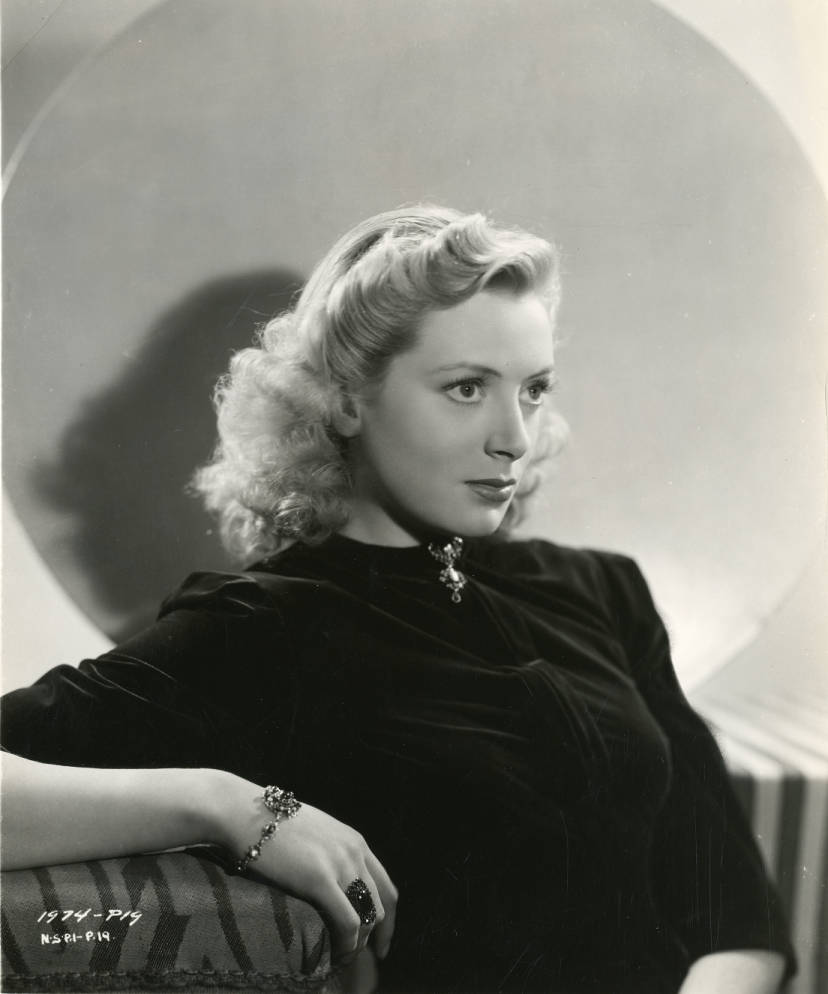
Deborah Kerr en 1942.

Deborah Jane Trimmer est née le 30 septembre 1921 à Hillhead, Glasgow, fille unique de Kathleen Rose (née Smale) et du capitaine Arthur Charles Kerr Trimmer, ancien combattant de la Première Guerre mondiale et pilote qui a perdu une jambe lors de la bataille de la Somme et qui est ensuite devenu architecte naval et ingénieur civil. Trimmer et Smale se sont mariés, tous deux âgés de 28 ans, le 21 août 1919 à Lydney, Gloucestershire, la ville natale de Smale.
La jeune Deborah passe les trois premières années de sa vie dans la ville écossaise de Helensburgh, sur la côte ouest, où ses parents vivent avec les grands-parents de Deborah dans une maison de West King Street. Kerr avait un frère cadet, Edmund Charles (né le 31 mai 1926), qui est devenu journaliste. Il est décédé à l'âge de 78 ans lors d'un accident de la route en 2004,
Kerr a fait ses études à l'école indépendante de Northumberland House, à Henleaze, Bristol, en Angleterre, et à la Rossholme School, à Weston-super-Mare. Kerr a d'abord suivi une formation de danseuse de ballet et s'est produite pour la première fois sur scène au Sadler's Wells en 1938. Après avoir changé de carrière, elle a rapidement rencontré le succès en tant qu'actrice. Sa tante, Phyllis Smale, qui travaillait dans une école d'art dramatique de Bristol dirigée par Lally Cuthbert Hicks, fut son premier professeur d'art dramatique,. Elle adopta le nom de Deborah Kerr lorsqu'elle devint actrice de cinéma (« Kerr » était un nom de famille remontant à la grand-mère maternelle de son grand-père Arthur Kerr Trimmer).

### Débuts au Royaume-Uni
La première apparition de Kerr sur scène a lieu à Weston-super-Mare en 1937, dans le rôle d'Arlequin dans la pièce de la commedia dell'arte Arlequin et Colombine. Elle entre ensuite à l'école de ballet Sadler's Wells et fait ses débuts dans le corps de ballet de Prometheus en 1938. Après avoir joué plusieurs rôles secondaires dans des productions de Shakespeare à l'Open Air Theatre de Regent's Park, à Londres, elle rejoint la compagnie de répertoire de l'Oxford Playhouse en 1940, jouant notamment « Margaret » dans Dear Brutus et « Patty Moss » dans The Two Bouquets.
Kerr joue son premier rôle au cinéma dans la production britannique Espionne à bord (1940), à l'âge de 18 ou 19 ans, mais ses scènes sont coupées. Elle joue un rôle secondaire important dans La Commandante Barbara (1941), réalisé par Gabriel Pascal.
Kerr s'est fait connaître en jouant le rôle principal dans le film Les Naufragés de la vie (1941). Le critique James Agate écrit que Les Naufragés de la vie « n'est pas bien éloigné de son rôle de Wendy Hiller au théâtre, mais c'est une œuvre charmante réalisée par une débutante très jolie et prometteuse, si jolie et si prometteuse qu'on entend parler d'elle comme de la nouvelle vedette en vogue ».

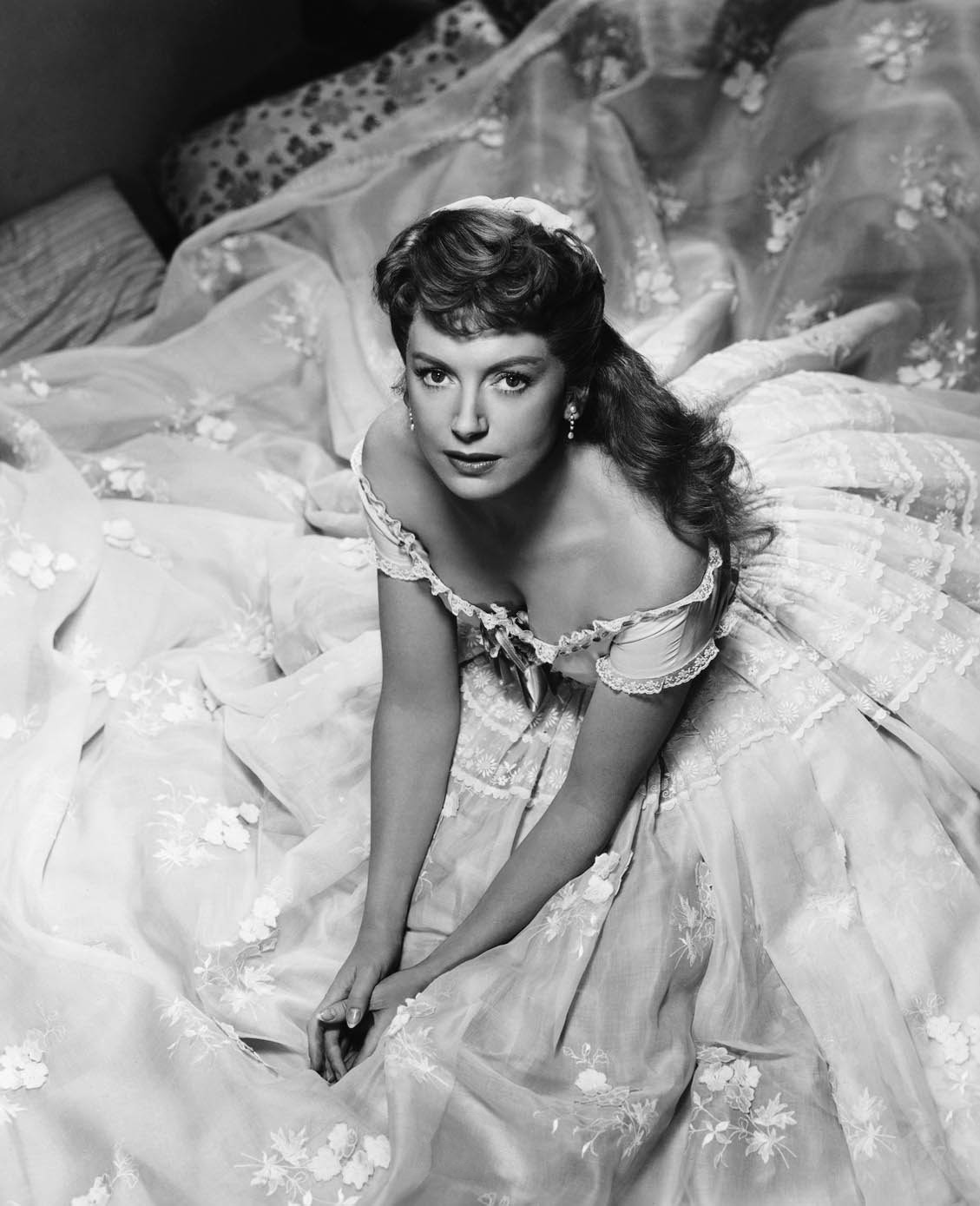
Deborah Kerr dans Le Roi et moi (1956).

Elle tient le premier rôle féminin dans Penn of Pennsylvania (1941), un film qui passe plutôt inaperçu ; en revanche, Le Chapelier et son château (1942), dans lequel elle partage l'affiche avec Robert Newton et James Mason, remporte un grand succès. Elle incarne une résistante norvégienne dans Riposte à Narvik (1942). Elle remporte un succès immédiat auprès du public : un journal américain spécialisé dans le cinéma rapporte en 1942 qu'elle est l'actrice britannique la plus populaire auprès des Américains.
Kerr a joué trois femmes dans Colonel Blimp (1943) de Michael Powell et Emeric Pressburger. Pendant le tournage, selon l'autobiographie de Powell, Powell et elle devinrent amants : « Je me suis rendu compte que Deborah était à la fois la femme idéale et la femme en chair et en os que j'avais toujours recherchée ». Kerr a précisé que son nom de famille devait être prononcé de la même manière que le mot anglais « car » (litt. « voiture »). Pour éviter toute confusion sur la prononciation, Louis B. Mayer, directeur de la Metro-Goldwyn-Mayer, la présenta comme « Kerr rime avec star ! ». Bien que l'armée britannique ait refusé de coopérer avec les producteurs — et que Winston Churchill ait pensé que le film ruinerait le moral en temps de guerre —, Colonel Blimp confondit les critiques lorsqu'il s'avéra être un succès artistique et commercial.
Powell espérait réunir Kerr et l'acteur principal Roger Livesey dans son film suivant, A Canterbury Tale (1944), mais son imprésario avait déjà vendu son contrat à la Metro-Goldwyn-Mayer. Selon Powell, sa liaison avec Kerr prit fin lorsqu'elle lui fit comprendre qu'elle accepterait une offre d'aller à Hollywood si elle lui était faite.
En 1943, à l'âge de 21 ans, Kerr fait ses débuts dans le West End dans le rôle d'Ellie Dunn dans une reprise de La Maison des cœurs brisés au Cambridge Theatre, volant la vedette à des vedettes telles qu'Edith Evans et Isabel Jeans. « Elle a le don rare, écrit la critique Beverley Baxter, de penser son texte et pas seulement de le mémoriser. Le processus d'évolution d'une jeune fille romantique et écervelée à une femme raide et désillusionnée en trois heures était émouvant et convaincant ».

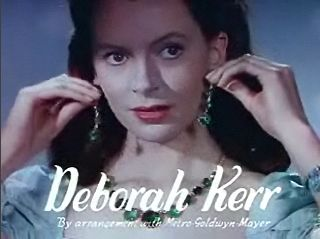
Deborah Kerr dans Le Narcisse noir (1947).

Vers la fin de la Seconde Guerre mondiale, elle a interprété le rôle de Mrs. Manningham dans la pièce Gaslight (connue sous le titre Angel Street aux États-Unis) lors d’une tournée avec l’Entertainments National Service Association (ENSA) à travers les Pays-Bas, la France, la Belgique et la Grande-Bretagne. Cette pièce, écrite par Patrick Hamilton, est à l’origine des adaptations cinématographiques et Britain (avec Stewart Granger).
Alexander Korda lui donne pour partenaire Robert Donat dans Le Verdict de l'amour, également connu sous le titre Entracte au mariage (1945). Le film est un grand succès en Grande-Bretagne. Il en va de même pour la comédie dramatique d'espionnage L'Étrange Aventurière (1946), dans laquelle elle offre une interprétation désinvolte et enjouée qui domine l'action et éclipse son partenaire Trevor Howard. Ce film était réalisé par le duo Frank Launder et Sidney Gilliat.
Son rôle de religieuse agitée dans l'adaptation de Powell et Pressburger du Narcisse noir (1947) a attiré l'attention des producteurs hollywoodiens. Le film est un succès aux États-Unis et au Royaume-Uni, et Kerr remporte le New York Film Critics Award en tant qu'actrice de l'année. Les exploitants de salles britanniques l'ont élue huitième vedette nationale la plus populaire dans les salles britanniques en 1947. Elle s'est ensuite installée à Hollywood sous contrat avec la Metro-Goldwyn-Mayer.

### Contrat avec la Metro-Goldwyn-Mayer
Le premier film de Kerr pour la MGM à Hollywood est une satire de l'industrie publicitaire naissante, Marchands d'illusions (1947), avec Clark Gable et Ava Gardner. Elle joue ensuite aux côtés de Walter Pidgeon dans Quand vient l'hiver (1947). Elle reçoit la première de ses nominations aux Oscars pour Édouard, mon fils (1949), un drame tourné en Angleterre avec Spencer Tracy.
À Hollywood, l'accent et les manières britanniques de Kerr lui valent une succession de rôles de dames anglaises raffinées, réservées et « convenables ». Kerr profite néanmoins de toutes les occasions pour se débarrasser de son étiquette. Elle tient le rôle principal dans la comédie J'ai trois amours (1950).

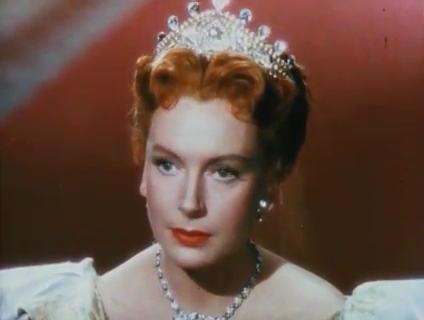
Dans Le Prisonnier de Zenda (1952).

Elle apparaît dans deux grands succès consécutifs de la MGM. Les Mines du roi Salomon (1950) est tourné en Afrique avec Stewart Granger et Richard Carlson et est immédiatement suivi par le péplum Quo Vadis (1951), tourné à Cinecittà à Rome, dans lequel elle incarne l'indomptable Lygia, une chrétienne du premier siècle.
Elle joue ensuite la princesse Flavia dans le remake Le Prisonnier de Zenda (1952) avec Granger et Mason. Entre-temps, le studio Paramount l'a empruntée à la MGM pour apparaître dans Tonnerre sur le temple (1951) avec Alan Ladd.
En 1953, Kerr « fait montre de son talent théâtral » dans le rôle de Portia dans Jules César de Joseph Mankiewicz. Elle incarne ensuite Élisabeth Ire d'Angleterre dans La Reine vierge (1953) avec Granger et Jean Simmons, puis apparaît aux côtés de Cary Grant dans La Femme rêvée (1953), une comédie qui ne rencontre pas son public.

### DeTant qu'il y aura des hommes(1953) aux théâtres de Broadway

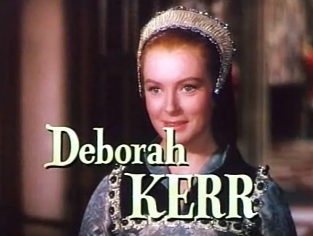
Dans La Reine vierge (1953).

Kerr s'est éloignée des stéréotypes en jouant un rôle qui mettait en valeur sa sensualité, celui de Karen Holmes, une épouse militaire américaine aigrie, dans Tant qu'il y aura des hommes (1953) de Fred Zinnemann, pour lequel elle est nommée à l'Oscar de la meilleure actrice. La scène de ce film dans laquelle elle et Burt Lancaster se livrent à des ébats illicites et passionnés au milieu de vagues déferlantes sur une plage hawaïenne figure dans toutes les anthologies de l'érotisme au cinéma.
Après s'être imposée comme actrice de cinéma, elle fait ses débuts aux théâtres de Broadway en 1953, dans Thé et Sympathie de Robert Anderson, pour lequel elle est nommée aux Tony. Kerr interprète le même rôle dans l'adaptation cinématographique de Vincente Minnelli sortie en 1956 ; son partenaire de scène John Kerr (sans lien de parenté) y apparaît également. En 1955, Kerr remporte le prix Sarah-Siddons pour sa prestation à Chicago lors d'une tournée nationale de la pièce. Après ses débuts à Broadway en 1953, elle effectue une tournée aux États-Unis avec Thé et Sympathie.

### Apogée de carrière
Par la suite, les choix de carrière de Kerr la feront connaître à Hollywood pour sa polyvalence en tant qu'actrice,. Elle interprète une épouse refoulée dans Vivre un grand amour (1955), tourné en Angleterre avec Van Johnson. Elle est une veuve amoureuse de William Holden dans Un magnifique salaud (1956), réalisé par George Seaton. Aucun des deux films n'a connu un grand succès. Cependant, Kerr a ensuite incarné l'enseignante britannique Anna Leonowens dans la version cinématographique de la comédie musicale de Rodgers et Hammerstein Le Roi et moi (1956), avec Yul Brynner dans le rôle principal ; ce fut un énorme succès.

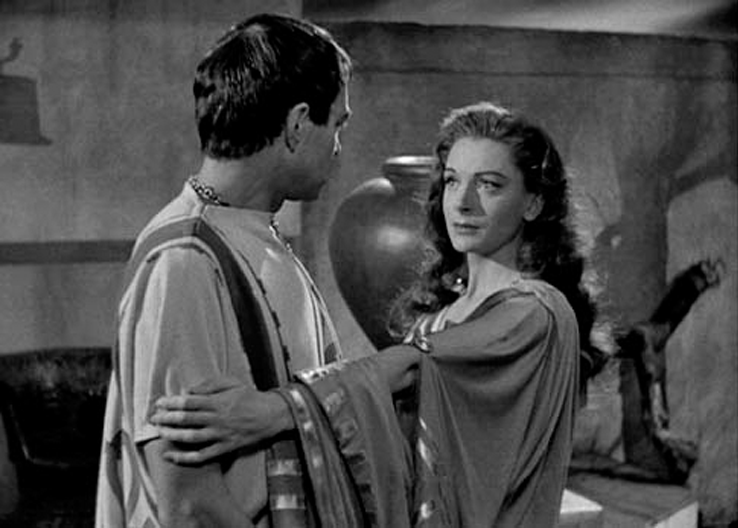
Dans Jules César (1953).

Elle a joué une religieuse dans Dieu seul le sait (1957) aux côtés de son ami de longue date Robert Mitchum, sous la direction de John Huston. Le film est très populaire, tout comme Elle et lui (1957), avec Cary Grant.
Kerr participe à trois films avec David Niven : Bonjour tristesse (1958), d'Otto Preminger d'après le roman éponyme de Françoise Sagan, Tables séparées (1958), de Delbert Mann, qui fut particulièrement bien accueilli, et Eye of the Devil (1966), réalisé par J. Lee Thompson.

### Les Innocents(1961),Casino Royale(1967) et fin de carrière
Elle tourne deux films à la MGM : Le Voyage (1959) la réunit avec Brynner ; J'ai épousé un Français (1959), une comédie dramatique tournée à Paris et à Londres avec Maurice Chevalier. Les deux films font un bide, tout comme Un matin comme les autres (1959) avec Gregory Peck.

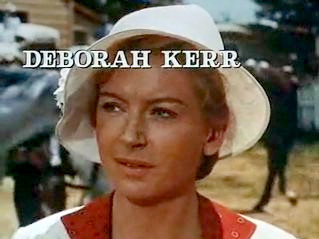
Dans Horizons sans frontières (1960).

Kerr retrouve Mitchum dans Horizons sans frontières (1960), tourné en Australie, puis dans Ailleurs l'herbe est plus verte (1960), avec Cary Grant. Elle apparaît dans le dernier film avec Gary Cooper, La Lame nue (1961), et joue dans le film gothique Les Innocents (1961) adapté de la nouvelle d'Henry James Le Tour d'écrou, où elle incarne une gouvernante tourmentée par des apparitions dans l'Angleterre de la fin du XIXe siècle. Le film est classé par de nombreux amateurs du genre comme un chef-d'œuvre,,. Les scénaristes William Archibald et Truman Capote reçurent un prix Edgar-Allan-Poe du meilleur scénario.
Kerr fait ses débuts à la télévision britannique dans Three Roads to Rome (1963) de Ronald Marriott. Elle joue une autre gouvernante dans Mystère sur la falaise (1964) et travaille à nouveau avec John Huston dans La Nuit de l'iguane (1964).
Elle rejoint Dean Martin et Frank Sinatra dans un ménage à trois pour une comédie romantique, Les Inséparables (1965).
En 1965, les producteurs des comédies britanniques Carry On lui proposent un cachet comparable à celui du reste de la distribution réunie, mais elle le refuse pour jouer dans une version théâtrale avortée de Des fleurs pour Algernon. Elle remplace Kim Novak dans Le Mystère des treize (1966) avec Niven, et retrouve ce dernier dans la comédie Casino Royale (1967), obtenant la distinction d'être, à 45 ans, la « Bond girl » la plus âgée de tous les films de James Bond, jusqu'à Monica Bellucci, à l'âge de 50 ans, dans 007 Spectre (2015). Casino Royale est un succès, tout comme un autre film qu'elle tourne avec Niven, Prudence et La Pilule (1968). Elle tourne L'Arrangement (1969) avec Elia Kazan, son metteur en scène depuis la production théâtrale de Thé et Sympathie. Elle revient au cinéma une dernière fois en 1985 avec The Assam Garden (en).

## Vie privée

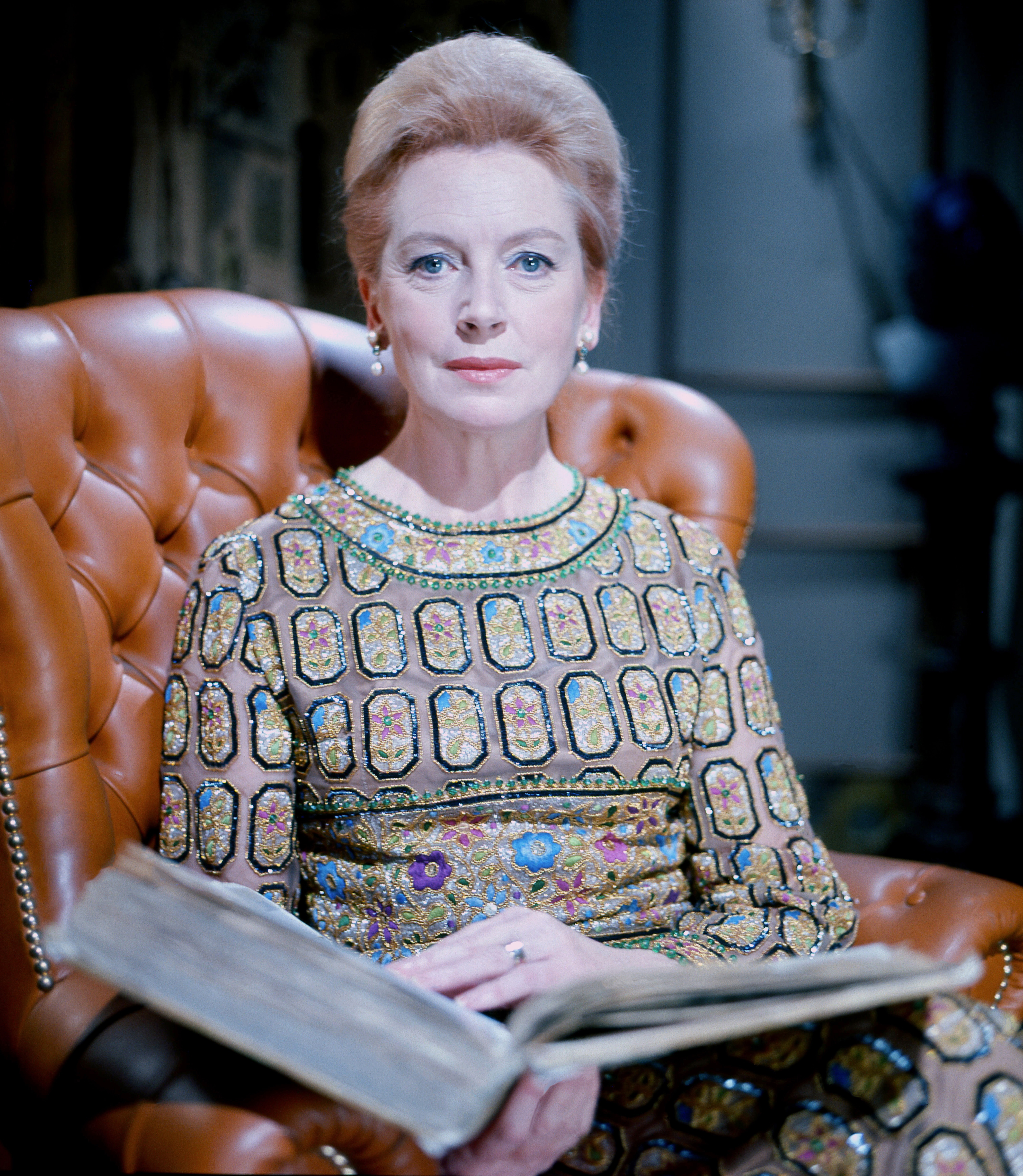
Deborah Kerr en 1973.

Kerr épouse en premières noces l'officer de la Royal Air Force Anthony Bartley le 29 novembre 1945. Ils ont eu deux filles, Melanie Jane (née le 27 décembre 1947) et Francesca Ann (née le 18 décembre 1951, qui a épousé l'acteur John Shrapnel). Francesca leur a donné trois petits-fils, les acteurs Lex Shrapnel et Tom Shrapnel ainsi que l'écrivain Joe Shrapnel. Melanie est sociologue médicale et universitaire à la retraite. Leur mariage a été perturbé par la jalousie de Bartley envers la célébrité et la réussite financière de sa femme, et par le fait que sa carrière l'éloignait souvent de la maison. Ils divorcent en 1959.
Elle épouse en secondes noces l'écrivain Peter Viertel le 23 juillet 1960. En épousant Viertel, elle devient la belle-mère de la fille de ce dernier, Christine Viertel. Bien qu'elle ait longtemps résidé à Klosters, en Suisse, et à Marbella, en Espagne, Kerr est retournée en Grande-Bretagne pour se rapprocher de ses propres enfants lorsque sa santé a commencé à décliner. Son mari, quant à lui, continue de vivre à Marbella.
Stewart Granger a déclaré dans son autobiographie qu'en 1945, elle lui avait fait la cour à l'arrière de sa voiture avec chauffeur, alors qu'il tournait César et Cléopâtre. Bien qu'il ait été marié à Elspeth March, il affirme que Kerr et lui ont eu une liaison. Interrogée sur cette révélation, Kerr a répondu : « Quel galant homme ! ».

## Mort
Kerr est décédée à l'âge de 86 ans le 16 octobre 2007 à Botesdale, un village du comté de Suffolk, en Angleterre, des suites de la maladie de Parkinson,.
Trois semaines après sa mort, son mari Peter Viertel décède d'un cancer le 4 novembre. Au moment de la mort de Viertel, le réalisateur Michael Scheingraber tournait le documentaire Peter Viertel: Between the Line, qui comprend des souvenirs concernant Kerr et les Oscars.

## Filmographie

### Cinéma
- 1940 : Espionne à bord (Contraband) de Michael Powell : la fille à la cigarette (scènes coupées)
- 1941 : La Commandante Barbara (Major Barbara) de Gabriel Pascal : Jenny Hill
- 1941 : Les Naufragés de la vie (Love on the Dole) de John Baxter : Sally Hardcastle
- 1942 : Penn of Pennsylvania de Lance Comfort : Gulielma
- 1942 : Le Chapelier et son château (Hatter's Castle) de Lance Comfort : Mary Brodie
- 1942 : Riposte à Narvik (The Day Will Dawn) de Harold French : Kari Alstad
- 1943 : Colonel Blimp (The life and Death of Colonel Blimp) de Michael Powell et Emeric Pressburger : Edith Hunter / Barbara Wynne / Angela "Johnny" Cannon
- 1945 : Le Verdict de l'amour ou Entracte au mariage (Perfect Strangers) d'Alexander Korda : Catherine Wilson
- 1946 : L'Étrange Aventurière (I See a Dark Stranger) de Frank Launder : Bridie Quilty
- 1947 : Le Narcisse noir (Black Narcissus) Michael Powell et Emeric Pressburger : Soeur Clodagh
- 1947 : Marchands d'illusions (The Hucksters) de Jack Conway : Kay Dorrance
- 1947 : Quand vient l'hiver (If Winter Comes) de Victor Saville : Nona Tyber
- 1949 : Edouard mon fils (Edward my Son) de George Cukor : Evelyn Boult
- 1950 : J'ai trois amours (Please Believe Me) de Norman Taurog : Alison Kirbe
- 1950 : Les Mines du roi Salomon (King Salomon's mine) de Compton Bennett : Elizabeth Curtis
- 1951 : Quo vadis de Mervyn LeRoy : Lygia
- 1952 : Le Prisonnier de Zenda (The Prisoner of Zenda) de Richard Thorpe : Princesse Flavia
- 1952 : Tonnerre sur le temple (Thunder in the East) de Charles Vidor : Joan Willoughby
- 1953 : La Reine vierge (Young Bess) de George Sidney : Catherine Parr
- 1953 : Jules César (Julius Caesar) de Joseph L. Mankiewicz : Portia
- 1953 : La Femme rêvée (Dream Wife) de Sidney Sheldon : Priscilla "Effie" Effington
- 1953 : Tant qu'il y aura des hommes (From here to eternity) de Fred Zinnemann : Karen Holmes
- 1955 : Vivre un grand amour (The End of the Affair) d'Edward Dmytryk : Sarah Miles
- 1956 : Un magnifique salaud (The Proud and Profane) de George Seaton : Lee Ashley
- 1956 : Le Roi et moi (The King and I) de Walter Lang : Anna Leonowens
- 1956 : Thé et Sympathie (Tea and Sympathy) de Vincente Minnelli : Laura Reynolds
- 1957 : Dieu seul le sait (Heaven Knows, M. Allison) de John Huston : Sœur Angela
- 1957 : Elle et lui (An Affair to Remember) de Leo McCarey : Terry McKay
- 1958 : Bonjour tristesse d'Otto Preminger : Anne Larson
- 1958 : Tables séparées (Separate tables) de Delbert Mann : Sibyl Railton-Bell
- 1959 : Le Voyage (The Journey) d'Anatole Litvak : Diana Ashmore
- 1959 : J'ai épousé un Français (Count Your Blessings) de Jean Negulesco : Grace Allingham
- 1959 : Un matin comme les autres (Beloved Infidel) de Henry King : Sheilah Graham
- 1960 : Horizons sans frontières (The Sundowners) de Fred Zinnemann : Ida Carmody
- 1960 : Ailleurs l'herbe est plus verte (The Grass is greneer) de Stanley Donen : Lady Hilary Rhyall
- 1961 : La Lame nue (The Nacked edge) de Michael Anderson : Martha Radcliffe
- 1961 : Les Innocents (The Innocents) de Jack Clayton : Miss Giddens
- 1964 : Mystère sur la falaise (The Chalk Garden) de Ronald Neame : Miss Madrigal
- 1964 : La Nuit de l'iguane de John Huston : Hannah Jelkes
- 1965 : Les Inséparables (Marriage on the Rocks) de Jack Donohue : Valerie Edwards
- 1966 : Le Mystère des treize (Eye of the Devil) de J. Lee Thompson : Catherine de Montfaucon
- 1967 : Casino Royale de Val Guest, Ken Hughes, John Huston, Joseph McGrath et Robert Parrish : Agent Mirabelle alias Lady Fiona McTarry
- 1968 : Prudence et La Pilule (Prudence and the Pill) de Fielder Cook : Prudence Hardcastle
- 1969 : Les parachutistes arrivent (The Gypsy Moths) de John Frankenheimer : Elisabeth Brandon
- 1969 : L'Arrangement (The Arrangement) d'Elia Kazan : Florence Anderson
- 1985 : The Assam Garden (en) de Mary McMurray : Helen

### Télévision
- 1963 : ITV Play of the Week (série télévisée), épisode Three Roads to Rome de Ronald Marriott : Moira
- 1982 : BBC2 Playhouse (série télévisée), épisode A Song at Twilight (en) écrit par Noël Coward, réalisé par Cedric Messina : Carlotta Gray
- 1982 : Témoin à charge (Witness for the Prosecution) (téléfilm) d'Alan Gibson : infirmière Plimsoll
- 1984 : L'Espace d'une vie (A Woman of Substance) (mini-série) de Don Sharp : Emma Harte
- 1985 : Rendez-vous à Fairboroug (Reunion at Fairborough) (téléfilm) de Herbert Wise : Sally Wells Grant
- 1986 : Ann and Debbie (téléfilm) de June Howson : Ann
- 1987 : Hold the Dream (mini-série télévisée) de Don Sharp : Emma Harte

## Voix chantées
Dans certains film où elle a jouée, Deborah Kerr a été doublée pour le chant.
- Marni Nixon dans :
  - 1956 : Le Roi et moi
  - 1957 : Elle et lui

## Voix françaises
Certaines voix n'ont pas encore été identifiées.
- Jacqueline Porel dans :
  - 1950 : Les Mines du roi Salomon
  - 1951 : Quo vadis
  - 1951 : Tonnerre sur le temple
  - 1952 : Le Prisonnier de Zenda
  - 1953 : La Reine vierge
  - 1953 : Jules César
  - 1955 : Vivre un grand amour
  - 1956 : Thé et Sympathie
  - 1957 : Dieu seul le sait
  - 1957 : Elle et lui
  - 1958 : Bonjour tristesse
  - 1959 : Le Voyage
  - 1959 : J'ai épousé un Français
  - 1959 : Un matin comme les autres
  - 1960 : Horizons sans frontières
  - 1961 : La Lame nue
  - 1964 : La Nuit de l'iguane
  - 1965 : Les Inséparables
  - 1969 : Les parachutistes arrivent
  - 1969 : L'Arrangement

- Lita Recio dans :
  - 1956 : Le Roi et moi (voix parlée)
  - 1961 : Les Innocents

Et aussi
- 1947 : Le Narcisse noir : Mony Dalmès
- 1947 : Marchands d'illusions : Claire Guibert
- 1953 : La Femme rêvée : Denise Bosc
- 1953 : Tant qu'il y aura des hommes : Lily Baron
- 1958 : Tables séparées : Martine Sarcey
- 1960 : Ailleurs l'herbe est plus verte : Jacqueline Ferrière
- 1966 : Le Mystère des treize : Nadine Alari
- 1967 : Casino Royale : Paula Dehelly

## Distinctions

### Récompenses
- Prix Sarah-Siddons 1955
- Golden Globes 1957 : meilleure actrice dans un film musical ou une comédie pour Le Roi et moi
- Oscars 1994 : Oscar d'honneur

### Nominations
- Oscars 1950 : meilleure actrice pour Édouard, mon fils
- Oscars 1954 : meilleure actrice pour Tant qu'il y aura des hommes
- Oscars 1957 : meilleure actrice pour Le Roi et moi
- Oscars 1958 : meilleure actrice pour Dieu seul le sait
- Oscars 1959 : meilleure actrice pour Tables séparées
- Oscars 1961 : meilleure actrice pour Horizons sans frontières